# Diane Dixon
Diane Lynn Dixon, później Trouse (ur. 23 września 1964 w Brooklynie w Nowym Jorku) – amerykańska sprinterka. 

## Sukcesy sportowe
Dwa razy startowała w igrzyskach olimpijskich (Los Angeles 1984 i Seul 1988). W swoim pierwszym występie zdobyła złoto, a cztery lata później srebro w biegu rozstawnym 4 × 400  metrów. Cztery razy stawała na podium halowych mistrzostw świata.
Mistrzyni Stanów Zjednoczonych w biegu na 400 metrów (1986), jedenastokrotna halowa mistrzyni Stanów Zjednoczonych w biegu na 400 metrów (1981 oraz corocznie w latach 1983–1992).

## Igrzyska olimpijskie
| Miejsce | Dzień          | Rok  | Miejscowość | Konkurencja        | Czas biegu  | Strata   | Zwycięzca     |
| ------- | -------------- | ---- | ----------- | ------------------ | ----------- | -------- | ------------- |
| 5.      | 26 września    | 1988 | Seul        | bieg na 400 m      | 50,72 s     | + 2,07 s | Olha Bryzhina |
| srebro  | 1 października | 1988 | Seul        | sztafeta 4 × 400 m | 3:15,51 mim | + 0,34 s | ZSRR          |

## Mistrzostwa świata
| Miejsce | Dzień       | Rok  | Miejscowość | Konkurencja        | Czas biegu  | Strata   | Zwycięzca        |
| ------- | ----------- | ---- | ----------- | ------------------ | ----------- | -------- | ---------------- |
| 7.      | 31 sierpnia | 1987 | Rzym        | bieg na 400 m      | 51,13 s     | + 1,75 s | Olha Bryzhina    |
| brąz    | 6 września  | 1987 | Rzym        | sztafeta 4 × 400 m | 3:21,04 min | + 2,41 s | NRD              |
| 8.      | 27 sierpnia | 1991 | Tokio       | bieg na 400 m      | 51,73 s     | + 2,60 s | Marie-José Pérec |
| srebro  | 1 września  | 1991 | Tokio       | sztafeta 4 × 400 m | 3:20,15 min | + 1,72 s | ZSRR             |

## Halowe mistrzostwa świata
| Miejsce | Dzień       | Rok  | Miejscowość | Konkurencja        | Czas biegu  | Strata   | Zwycięzca    |
| ------- | ----------- | ---- | ----------- | ------------------ | ----------- | -------- | ------------ |
| złoto   | 19 stycznia | 1985 | Paryż       | bieg na 400 m      | 53,35 s     | -        | -            |
| srebro  | 4 marca     | 1989 | Budapeszt   | bieg na 400 m      | 51,77 s     | + 0,25 s | Helga Arendt |
| złoto   | 10 marca    | 1991 | Sewilla     | bieg na 400 m      | 50,64 s     | -        | -            |
| brąz    | 10 marca    | 1991 | Sewilla     | sztafeta 4 × 400 m | 3:29,00 min | + 1,78 s | Niemcy       |

## Rekordy życiowe
| Konkurencja             | Wynik | Data             | Miejsce |
| ----------------------- | ----- | ---------------- | ------- |
| bieg na 400 m – stadion | 49,84 | 25 września 1988 | Seul    |
| bieg na 400 m – hala    | 50,64 | 10 marca 1991    | Sewilla |